# 荒川大太郎
荒川 大太郎（あらかわ だいたろう、1895年（明治28年） - 1979年（昭和54年））は、昭和時代の電気工学者、通信技術者、実業家。

## 経歴・人物
1919年（大正8年）東京帝大工学部電気工学科を卒業し、逓信省に出仕。その後、日本放送協会、武蔵工業大学（現：東京都市大学）学長、協和電設株式会社取締役会長、電子情報通信学会第18代会長（1941年4月 - 1942年4月）などを歴任した。
1937年（昭和12年）の国際無線通信諮問委員会第4回総会において日本の主席代表として活躍。日本放送協会常務理事として中波放送用周波数の有効的な利用や難視聴地域の解消に尽力する。ほか、郵政省電波技術審議会員として電波行政に参画、武蔵工業大学では学長として無線通信技術者の養成に携わった。